# Lista de membros da Royal Society eleitos em 1732
Esta é uma lista de Membros da Royal Society eleitos 1732.

## Fellows of the Royal Society (FRS)
1. Vincent Bacon (– 1739), cirurgião [2]
2. Robert Barker (– 1745), médico [3]
3. Sir Edward Barry, 1st Baronet (1696–1776), médico[4]
4. Jean Baptiste Bassand (1680–1742), médico [5]
5. John Belchier (1706–1785), cirurgião [6]
6. William Clavering-Cowper, 2nd Earl Cowper (1709–1764), cortesão
7. Thomas Lee Dummer (ca. 1712–1765), MP [7]
8. Sir James Edwards, 2nd Baronet (ca. 1689–1744) [8]
9. Rose Fuller (1708–1777), proprietário de terras e MP [9]
10. Jean Patrice Piers de Girardin [10]
11. John Gray (– 1769), engenheiro naval [11]
12. Fayrer Hall (died c.1756) [12]
13. John Lindsay, 20th Earl of Crawford (1702–1749)
14. Conde de Montijo
15. Louis Jouard de La Nauze (1696–1773)[13]
16. Baron Pfutschner (– 1752)[14]
17. John Robartes, 4th Earl of Radnor (ca. 1686–1757) [15]
18. Jacob Serenius (1700–1776), Swedish cleric [16]
19. James Lyon Strathmore (1702–1735)
20. Johann Friedrich Weidler (1691–1755), matemático [17]